# Domonkos
Domonkos est un prénom hongrois masculin.

## Équivalents
- Dominique